# Майкл Шенкс
Майкл Гарретт Шенкс (англ. Michael Shanks; нар. 15 грудня 1970, Ванкувер) — канадський актор, сценарист і режисер, найбільш відомий роллю доктора Деніела Джексона у найтривалішому канадо-американському військовому науково-фантастичному телесеріалі «Зоряна брама: SG-1». Останнім часом Шенкс грав роль доктора Чарльза Гарріса у канадській медичній драмі «В надії на порятунок».

## Раннє життя
Шенкс народився у Ванкувері та виріс у Камлупсі, Британська Колумбія. Він навчався в Університеті Британської Колумбії, де був залучений до акторської програми BFA з 1990 до 1994 років, а пізніше з'являвся на кількох зніманнях, проходячи дворічний курс навчання зі престижним Стретфордським фестивалем в Онтаріо. Він з'являвся як гість у таких телесеріалах, як «Горець» і «Університетська лікарня», у телефільмі «Сім'я розділена», а також мав малу роль у «Поклику предків» до обрання на роль Деніела Джексона у «Зоряній брамі: SG-1».

## Кар'єра

### «Зоряна брама»
Шенкс грав археолога доктора Деніела Джексона протягом перших п'яти сезонів Зоряної брами: SG-1 до того, як залишив шоу, посилаючись на творчі розбіжності щодо недовикористання його персонажа та напрямку шоу загалом. Він з'являвся кілька разів як гість у шостому сезоні в ролі свого персонажа, а також озвучуючи Азгарда Тора. Шенкс повернувся для сьомого та подальших сезонів, виборовши Шаблон:Лев (кінопремія) за Найкращу провідну чоловічу роль у драматичному серіалі 2004 року за епізод сьомого сезону «Ковчег» (англ. Lifeboat). Протягом десятого й останнього сезону він залучався до 16 з 20 епізодів, приділяючи деякий час у березні 2006 року народженню своєї третьої дитини (другої з дружиною та колегою за знімальним майданчиком Лексою Дойг).
Він з'являвся в обох DVD-фільмах за «Зоряною брамою», випущених 2008 року: «Зоряна брама: Ковчег правди» та «Зоряні брами: Континуум», за останній з яких 2009 року виборов Шаблон:Лев (кінопремія) за Провідну чоловічу роль у повнометражній драмі.
2004 року Шенкс зробив перехресну появу (в ролі Деніела Джексона) у пілотному епізоді «Зоряної брами: Атлантида» «Пробудження». Він також з'являвся в десятому й одинадцятому епізодах п'ятого й останнього сезону «Атлантиди» та мав епізодичну роль у пілотному епізоді третього серіалу «Зоряна брама: Всесвіт». Також він з'явився в епізодах «Людина» та «Диверсія».

### Інші появи

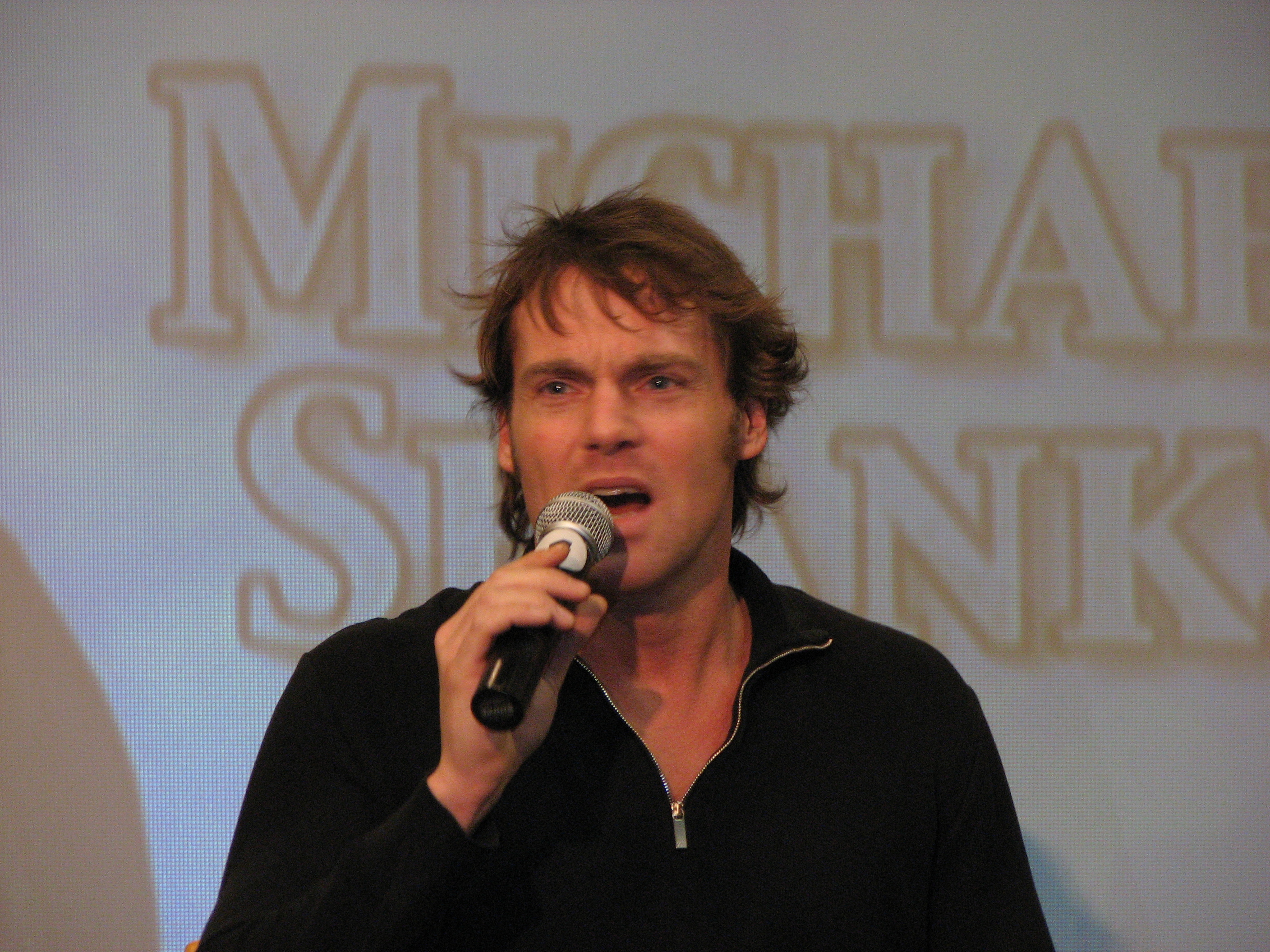
Шенкс на офіційній конвенції «Зоряної брами» 2007 року

2001 року Шенкса було запрошено в епізод «Нещасні» науково-фантастичного серіалу «Андромеда», протягом якого він зустрів майбутню дружину Лексу Дойг. За збігом вони грали двох андроїдів, які закохалися один в одного. 2002 року Шенкс грав у спільному виробництві Німеччини, США та ПАР Сумуру, науково-фантастичному фільмі категорії B, у ролі космонавта Адама Вейда. Він також прослуховувався на роль Шінзона у «Зоряному шляху: Відплата».
2007 року Шенкс долучився до серіалу Fox Network 24 як гість у ролі лобіста Марка Бішопа у трисерійній арці шостого сезону. В 2008—2009 роках Шенкс мав повторювану роль у другому сезоні шпигунського серіалу USA Network Чорна мітка, зігравши Віктора Стекера-Еппса, хлопця-шпигуна та суперника головного персонажа Джеффрі Донована. 2008 року Шенкса було запрошено в один епізод серіалу Sci Fi Channel «Еврика» на роль алхіміка, побічно відповідального за знищення сусіднього містечка через те, що студент переплутав хімікати в його лабораторії і започаткував «Прокляття алхіміків». Він з'явився в епізоді «Все, що блищить…», а також його персонажа було згадано в епізоді «Ніч у глобальній динаміці».
Шенкс грав провідну роль Джейкоба Тейна у пригодницькому фільмі Sci Fi Channel «Скарб Великого каньйону» поряд з зіркою «Беверлі-Гіллз, 90210» та «Усі жінки — відьми» — Шеннен Догерті. Прем'єра фільму відбулася на кабельній мережі 20 грудня 2008 року. 2010 року Шенкс з'явився в епізоді «Притулку», в якому грала акторка «Зоряної брами» Аманда Таппінг. Того ж року він зіграв роль фізика Джека Тейта у фільмі-катастрофі «Арктичний вибух».
Останніми запрошеними ролями Шенкса на телебаченні була роль археолога Картера Голла, супергероя DC Comics «Людини-яструба», в епізоді «Таємниць Смолвіля» «Абсолютна справедливість». Пізніше він повторно зіграв цю роль у завершальному епізоді дев'ятого сезону, а потім як гість — в епізодах десятого сезону «Щит» та «Ікар», а також з'явився в епізоді п'ятого сезону Надприродного «99 проблем». Шенкс грав головну роль у канадському трилері «Обличчя у натовпі».
Також Шенкс грав головну роль пихатого лідера ударного загону у комедії Fox «Хороші хлопці». 2011 року Шенкса було запрошено до третього епізоду шоу Showcase Шах і мат, де він грав хворого на амнезію.
2012 року Шенкс повернувся до прайм-тайму як доктор Чарльз «Чарлі» Гарріс у «В надії на порятунок», возз'єднавшись із колегою за «Зоряною брамою: SG-1» та «Таємницями Смолвіля» Ерікою Дюранс.

## Особисте життя
Найстаршою дитиною Шенкса є Тетяна (нар. 10 серпня 1998 року) від його стосунків із моделлю й акторкою Вайтіаре Бандера, яка грала роль Ша'ре — дружини його персонажа у «Зоряній брамі: SG-1».
2 серпня 2003 року Шенкс одружився з акторкою Лексою Дойг, яку зустрів 2001 року під час запрошення на роль у серіалі Андромеда, в якому вона грала головну роль (вони також співпрацювали у «Зоряній брамі: SG-1», де Дойг грала роль доктора Керолін Лем — повторюваного персонажа у дев'ятому та десятому сезонах). Вони мають двох спільних дітей: дочку Мію Табіту Шенкс (нар. 13 вересня 2004 року) і Семюеля Девіда Шенкса (нар. 19 березня 2006).
Шенкс захоплюється грою в хокей, і одного разу розглядав можливість грати професійно. Він грав у хокейній команді «Зоряної брами: SG-1», змагаючись з командами інших виробництв Ванкувера, як-от «Таємниці Смолвіля», а також показав свою схильність до спорту в телефільмі 2006 року «Під омелою», у якому зіграв роль шкільного тренера з хокею. Цю схильність було також висвітлено в його головній ролі 2013 року у фільмі «Містер Хокей: Історія Горді Гоу».

## Фільмографія

### Телебачення
| Рік          | Назва                              | Роль                                                | Примітки             |
| ------------ | ---------------------------------- | --------------------------------------------------- | -------------------- |
| 1995         | Сім'я розділена                    | Тодд                                                |                      |
| 1997         | Поклик дикої природи: Собака Юкону | Картяр                                              |                      |
| 1997—2007    | Зоряна брама: SG-1                 | Доктор Деніел Джексон / озвучування Тора / Ма'челло |                      |
| 1998         | Зовнішні кордони                   | Мельбурн Росс                                       |                      |
| 1999         | Втеча з Марса                      | Білл Мелон, архітектор місії                        |                      |
| 2001         | Андромеда                          | Баланс судження / Габрієль                          | Епізод: «Нещасні»    |
| 2001         | Коло художника                     | Художник                                            |                      |
| 2002         | По всьому місту                    | Джастін Доннеллі                                    |                      |
| 2002         | Від дверей до дверей               | Джон Бреді                                          |                      |
| 2005         | Рій                                | Кент Горват                                         |                      |
| 2005         | Зоряна брама: SG-1: Альянс         | Доктор Деніел Джексон                               | Скасована відеогра   |
| 2006         | Під омелою                         | Кевін Гаррісон                                      |                      |
| 2007         | Мегазмія                           | Лес Деніелс                                         |                      |
| 2007         | 24                                 | Марк Бішоп                                          |                      |
| 2008         | Зоряна брама: Ковчег правди        | Доктор Деніел Джексон                               |                      |
| 2008         | Зоряна брама: Континуум            | Доктор Деніел Джексон                               |                      |
| 2008         | Загублені скарби Великого каньйону | Джейкоб Тейн                                        |                      |
| 2008         | Desperate Escape                   | Майкл Коулман                                       |                      |
| 2008—2009    | Чорна мітка                        | Віктор                                              |                      |
| 2009         | На всю котушку                     | Бред Маршалл                                        |                      |
| 2009         | Арктичний вибух                    | Джек Тейт                                           |                      |
| 2010         | Вежа пізнання                      | Доктор Література                                   | Епізод: Book Report  |
| 2010         | Таємниці Смолвіля                  | Людина-яструб                                       |                      |
| 2010         | Надприродне                        | Роб                                                 |                      |
| 2011         | Тактична сила                      | Деметрій                                            |                      |
| 2011         | Обличчя у натовпі                  | Брюс                                                |                      |
| 2011         | Гаряча точка                       | Девід Флемінг                                       | Епізод: Blue on Blue |
| 2011         | Дружина пастора                    | Метью Вінклер                                       |                      |
| 2011         | Різдвяний будиночок                | Джек Ранд                                           |                      |
| 2012–дотепер | В надії на порятунок               | Чарлі Гарріс                                        |                      |
| 2013         | Містер Хокей: Історія Горді Гоу    | Горді Гоу                                           |                      |
| 2016         | Серця весни                        | Енді                                                |                      |

### Фільми
| Рік  | Назва                              | Персонаж                   |
| ---- | ---------------------------------- | -------------------------- |
| 2000 | Підозріла ріка                     | Чоловік у бейсболці        |
| 2000 | Посмішка містера Фортуни           | Джеймс                     |
| 2001 | Раптово голий (Покажи і розкажи)   | Денні Блер / Донні Блітцер |
| 2002 | SF Seeks (не випущено)             |                            |
| 2003 | Сумуру                             | Адам Вейд                  |
| 2007 | Мегазмія                           | Лес                        |
| 2007 | Судова нечемність                  | Джек Салліван              |
| 2008 | Зоряна брама: Ковчег правди        | Доктор Деніел Джексон      |
| 2008 | Зоряна брама: Континуум            | Доктор Деніел Джексон      |
| 2010 | Червона Шапочка                    | Адріан Лазар               |
| 2011 | Тактична сила (колишній Хангар 14) | Деметрій                   |
| 2011 | Дружина пастора                    | Метью Вінклер              |
| 2011 | Елізіум                            | Технік № 3                 |
| 2011 | Моторошні 13                       | Професор Томкінс           |
| 2012 | Букет                              | Сем                        |

### Режисер
| Рік  | Назва                | Примітки                                      |
| ---- | -------------------- | --------------------------------------------- |
| 2001 | Зоряна брама: SG-1   | Телесеріал (епізод 4.21 «Подвійна небезпека») |
| 2014 | В надії на порятунок | Телесеріал (епізод 3.04 «Залишся зі мною»)    |

### Сценарист
| Рік  | Назва              | Примітки                                                 |
| ---- | ------------------ | -------------------------------------------------------- |
| 2003 | Зоряна брама: SG-1 | (Телесеріал) (сюжет) (епізод 7.11 «Еволюція: частина 1») |
| 2004 | Зоряна брама: SG-1 | (Телесеріал) (епізод 7.19 «Воскресіння»)                 |

## Театр

### Стретфордський фестиваль, Онтаріо

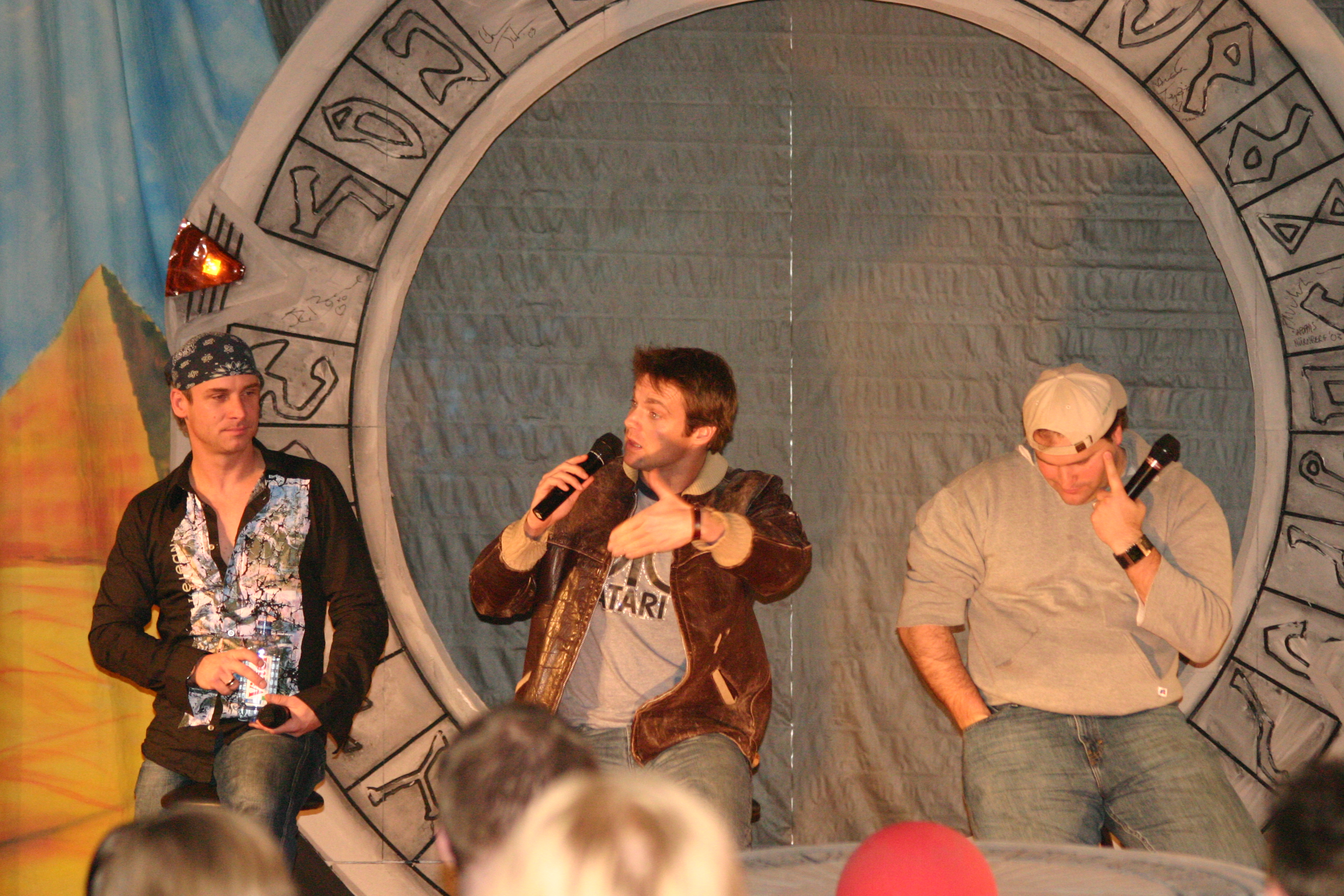
Режисери «Дикі хлопці» — Колін Каннінгем, Шенкс і Пітер ДеЛуїс, 10 грудня 2004

| Рік       | Назва                    | Персонаж | Виробництво                           |
| --------- | ------------------------ | -------- | ------------------------------------- |
| 1998      | Гамлет                   | Гамлет   | Клуб мистецтв театру Стенлі, Ванкувер |
| 1995—1996 | Купець Венеції           | Лоренцо  | Стретфордський фестиваль, Онтаріо     |
| 1995—1996 | Король Лір               | Cast     | Стретфордський фестиваль, Онтаріо     |
| 1995—1996 | Амадей                   | Cast     | Стретфордський фестиваль, Онтаріо     |
| 1995—1996 | Макбет                   | Ментіет  | Стретфордський фестиваль, Онтаріо     |
| 1995—1996 | Щасливі дружини Віндзора | Cast     | Стретфордський фестиваль, Онтаріо     |

### Театр Фредеріка Вуда
| Вистава                      | Роль              | Місце                                                   |
| ---------------------------- | ----------------- | ------------------------------------------------------- |
| Втрачена праця кохання       | Дон Армадо        | Університет Британської Колумбії Театр Фредеріка Вуда   |
| Ліонс & Лена                 | Ліонс             | Університет Британської Колумбії Театр Фредеріка Вуда   |
| Кохання солов'я              | Терей             | Університет Британської Колумбії Театр Фредеріка Вуда   |
| Ви гарна людина, Чарлі Браун | Шродер            | UBC Summer Players Студія Дороті Сомерсет               |
| Зачекай темряви              | Роат              | UBC Summer Players Студія Дороті Сомерсет               |
| Домбі & Син                  | Волтер Грей       | Університет Британської Колумбії Театр Фредеріка Вуда   |
| Звісна річ                   | Кларк             | Чоловічий фестиваль у Ванкувері                         |
| Награбоване                  | Денніс            | Університет Британської Колумбії Студія Дороті Сомерсет |
| Переклади                    | Лейтенант Йолланд | Університет Британської Колумбії Театр Фредеріка Вуда   |
| Класики                      | Вілл              |                                                         |
| Лев узимку                   |                   |                                                         |